# Décès en 1991
Décès
- 1987
- 1988
- 1989
- 1990
- 1991
- 1992
- 1993
- 1994
- 1995

Cet article présente une liste de personnalités mortes au cours de l'année 1991 dont la date de décès précise est inconnue.
La liste des personnes référencées dans Wikipédia est disponible dans la page de la Catégorie:Décès en 1991

Les mois de l'année font l'objet de listes spécifiques :

## Date inconnue
| Nom                   | Activités                          | Âge      |
| --------------------- | ---------------------------------- | -------- |
| Elisabeth Kaufmann    | peintre suisse d'origine hongroise | 86 ou 87 |
| Hugo Lammana          | footballeur argentin               | 78       |
| Carmen Lind Pettersen | peintre guatémaltèque              | 91       |
| Yamazaki Taihō        | peintre et calligraphe japonais    | 82       |
| Marco Aurelio Yano    | compositeur brésilien              | 27       |